# Joseph Heß (Politiker, 1801)
Joseph Gotthard Heß (* 5. Mai 1801 in Koblenz; † nach 1867) war ein deutscher Kaufmann und Politiker.

## Leben
Joseph Heß war der Sohn des Gerichtsvollziehers des Kantons Boppard Matthias Heß († 1827) und dessen Frau Maria Agnes geborene Zimmermann († 1841).
Er war Kaufmann in Diez.
Heß war politisch aktiv. Von 1846 bis 1848 war er Mitglied der Deputiertenkammer des Landtags des Herzogtums Nassau, gewählt aus der Gruppe der Gewerbetreibenden. 1848 war er Mitglied des Vorparlaments.
Von 1848 bis 1866 war er Bürgermeister von Diez und wurde 1848 als Kandidat des Deutschen Vereins gewählt. Von 1858 bis zu seiner Mandatsniederlegung 1862 war er für den Wahlkreis X (Diez) Mitglied der Zweiten Kammer des Landtags des Herzogtums Nassau.
Er heiratete Anne Elisabeth Quirin, die Tochter des Gerichtsschöffen Anton Quirin und der Maria Catharine Faßbender.